# UCI World Tour 2015
Navigation
Édition précédente Édition suivante
L'UCI World Tour 2015 est la cinquième édition de l'UCI World Tour, le successeur du calendrier mondial et du ProTour. 28 épreuves sur les 29 des trois dernières éditions sont incluses dans cette compétition. Seul le Tour de Pékin disparaît.
Les 17 équipes qui ont une licence World Tour ont le droit, mais aussi le devoir de participer à toutes les courses de ce calendrier. Les équipes portent désormais le nom de WorldTeam.

## Évolution
Le calendrier, qui a été dévoilé le 23 septembre 2014 par l'UCI ne compte qu'un changement majeur, la suppression du Tour de Pékin.

## Barème
Le 8 janvier 2015, l'UCI annonce que les classements UCI World Tour individuel et par nations disparaissent (en revanche le calendrier existe toujours), au profit d'un classement UCI Mondial prenant en compte les courses World Tour, les courses des circuits continentaux et les courses du calendrier espoir. Ce nouveau classement est roulant sur 52 semaines, à la manière du classement ATP par exemple. L'AIGCP s'est déclarée mécontente de ce changement de règlement. L'UCI répond que cette réforme sera bien appliquée, mais promet de « prendre en compte les opinions, les commentaires et les observations de toutes les parties prenantes du cyclisme concernant ces classements », afin de pouvoir « évaluer le nouveau système et surtout pour envisager les améliorations nécessaires ou les ajustements à faire pour 2016 ». Finalement, l'UCI repousse à 2016 la mise en place du classement mondial et conserve le barème du World Tour pour 2015. Le but est de proposer un nouveau classement avec un barème créé en concertation avec les différentes parties du monde cyclisme.
Le barème des points est différent selon les épreuves :
| Classement général  | 1er | 2e  | 3e  | 4e  | 5e  | 6e | 7e | 8e | 9e | 10e | 11e | 12e | 13e | 14e | 15e | 16e | 17e | 18e | 19e | 20e |
| ------------------- | --- | --- | --- | --- | --- | -- | -- | -- | -- | --- | --- | --- | --- | --- | --- | --- | --- | --- | --- | --- |
| Épreuve catégorie 1 | 200 | 150 | 120 | 110 | 100 | 90 | 80 | 70 | 60 | 50  | 40  | 30  | 24  | 20  | 16  | 12  | 10  | 8   | 6   | 4   |
| Épreuve catégorie 2 | 170 | 130 | 100 | 90  | 80  | 70 | 60 | 52 | 44 | 38  | 32  | 26  | 22  | 18  | 14  | 10  | 8   | 6   | 4   | 2   |
| Épreuve catégorie 3 | 100 | 80  | 70  | 60  | 50  | 40 | 30 | 20 | 10 | 4   | –   | –   | –   | –   | –   | –   | –   | –   | –   | –   |
| Épreuve catégorie 4 | 80  | 60  | 50  | 40  | 30  | 22 | 14 | 10 | 6  | 2   | –   | –   | –   | –   | –   | –   | –   | –   | –   | –   |

| Classement d'étape  | 1er | 2e | 3e | 4e | 5e |
| ------------------- | --- | -- | -- | -- | -- |
| Épreuve catégorie 1 | 20  | 10 | 6  | 4  | 2  |
| Épreuve catégorie 2 | 16  | 8  | 4  | 2  | 1  |
| Épreuve catégorie 3 | 6   | 4  | 2  | 1  | 1  |

Épreuve de catégorie 1 : Tour de France.

Épreuves de catégorie 2 : Tour d'Italie et Tour d'Espagne.

Épreuves de catégorie 3 : Tour Down Under, Paris-Nice, Tirreno-Adriatico, Milan-San Remo, Tour de Catalogne, Tour des Flandres, Tour du Pays basque, Paris-Roubaix, Liège-Bastogne-Liège, Tour de Romandie, Critérium du Dauphiné, Tour de Suisse, Tour de Pologne, Eneco Tour et Tour de Lombardie.

Épreuves de catégorie 4 : Grand Prix E3, Gand-Wevelgem, Amstel Gold Race, Flèche wallonne, Classique de Saint-Sébastien, Vattenfall Cyclassics, Grand Prix de Plouay, Grand Prix cycliste de Québec et Grand Prix cycliste de Montréal.
Outre un classement individuel, l'UCI World Tour 2015 comporte un classement par équipes et un classement par pays. Le classement par équipes est établi sur la base des points des cinq meilleurs coureurs de chaque équipe au classement individuel. Le classement par nation est obtenu en additionnant les points obtenus par les cinq premiers coureurs de chaque nation au classement individuel. En cas d'égalité, les équipes ou les nations sont départagées par la place de leur meilleur coureur au classement individuel.

## Équipes
Le 4 décembre 2014, l'UCI annonce la liste de 16 équipes qui feront partie du World Tour : les changements par rapport à l'édition précédente sont l'intégration de l'équipe IAM et la disparition de l'équipe Cannondale qui a fusionné avec l'équipe Garmin-Sharp, tandis que les équipes Astana et Europcar ne sont pas encore fixées. Le 10 décembre, la commission des licences acte le retrait de l'équipe Europcar, pour non-conformité au critère financier, et le maintien de l'équipe Astana, qui conserve sa licence malgré de récents cas de dopage. Cependant, elle reste susceptible de se voir retirer sa licence « en cas de conclusions défavorables de l’audit ou d’exécution défectueuse du cahier des charges, ou encore si l’équipe devait connaître un nouveau cas de dopage durant la saison 2015 ». Le 27 février 2015, à la suite des conclusions de l'audit, l'UCI demande à la Commission des Licences le retrait de la licence World Tour d'Astana. Le 23 avril 2015, après un audit, il est finalement annoncé par l'UCI qu'Astana conserve sa licence, mais doit revoir plusieurs points de fonctionnement interne.
| UCI WorldTeams en 2015 | UCI WorldTeams en 2015 | UCI WorldTeams en 2015 |
| Nom de l'équipe        | Pays                   | Code                   |
| ---------------------- | ---------------------- | ---------------------- |
| AG2R La Mondiale       | France                 | ALM                    |
| Astana                 | Kazakhstan             | AST                    |
| BMC Racing             | États-Unis             | BMC                    |
| Cannondale-Garmin      | États-Unis             | TCG                    |
| Etixx-Quick Step       | Belgique               | EQS                    |
| FDJ                    | France                 | FDJ                    |
| Giant-Alpecin          | Allemagne              | TGA                    |
| IAM                    | Suisse                 | IAM                    |
| Katusha                | Russie                 | KAT                    |
| Lampre-Merida          | Italie                 | LAM                    |
| Lotto NL-Jumbo         | Pays-Bas               | TLJ                    |
| Lotto-Soudal           | Belgique               | LTS                    |
| Movistar               | Espagne                | MOV                    |
| Orica-GreenEDGE        | Australie              | OGE                    |
| Sky                    | Royaume-Uni            | SKY                    |
| Tinkoff-Saxo           | Russie                 | TCS                    |
| Trek Factory Racing    | États-Unis             | TFR                    |

## Wild cards
En plus des dix-sept équipes World Tour automatiquement invitées sur chaque course, les organisateurs peuvent distribuer des invitations aux équipes continentales professionnelles. Pour sélectionner les équipes, plusieurs critères peuvent rentrer en compte : par exemple les bons résultats globaux de l'équipe, la nationalité de l'équipe ou la présence d'un ou plusieurs coureurs ayant confirmé leur présence sur la course en cas d'invitation. 
- Légende :

| Équipe invitée |

| Équipes                     | TDU | P-N | T-A | MSR | CAT | E3 | G-W | FLA | BAS | P-R | AGR | F-W | LBL | ROM | ITA | DAU | SUI | FRA | CSS | POL | ENE | ESP | VAT | PLO | QUE | MON | LOM | Total |
| --------------------------- | --- | --- | --- | --- | --- | -- | --- | --- | --- | --- | --- | --- | --- | --- | --- | --- | --- | --- | --- | --- | --- | --- | --- | --- | --- | --- | --- | ----- |
| MTN-Qhubeka                 |     |     |     |     |     |    |     |     |     |     |     |     |     |     |     |     |     |     |     |     |     |     |     |     |     |     |     | 13    |
| Bora-Argon 18               |     |     |     |     |     |    |     |     |     |     |     |     |     |     |     |     |     |     |     |     |     |     |     |     |     |     |     | 12    |
| Drapac                      |     |     |     |     |     |    |     |     |     |     |     |     |     |     |     |     |     |     |     |     |     |     |     |     |     |     |     | 3     |
| UniSA-Australia             |     |     |     |     |     |    |     |     |     |     |     |     |     |     |     |     |     |     |     |     |     |     |     |     |     |     |     | 1     |
| Topsport Vlaanderen-Baloise |     |     |     |     |     |    |     |     |     |     |     |     |     |     |     |     |     |     |     |     |     |     |     |     |     |     |     | 8     |
| Wanty-Groupe Gobert         |     |     |     |     |     |    |     |     |     |     |     |     |     |     |     |     |     |     |     |     |     |     |     |     |     |     |     | 11    |
| Colombia                    |     |     |     |     |     |    |     |     |     |     |     |     |     |     |     |     |     |     |     |     |     |     |     |     |     |     |     | 5     |
| Cult Energy                 |     |     |     |     |     |    |     |     |     |     |     |     |     |     |     |     |     |     |     |     |     |     |     |     |     |     |     | 4     |
| Caja Rural-Seguros RGA      |     |     |     |     |     |    |     |     |     |     |     |     |     |     |     |     |     |     |     |     |     |     |     |     |     |     |     | 4     |
| Novo Nordisk                |     |     |     |     |     |    |     |     |     |     |     |     |     |     |     |     |     |     |     |     |     |     |     |     |     |     |     | 1     |
| UnitedHealthcare            |     |     |     |     |     |    |     |     |     |     |     |     |     |     |     |     |     |     |     |     |     |     |     |     |     |     |     | 3     |
| Bretagne-Séché              |     |     |     |     |     |    |     |     |     |     |     |     |     |     |     |     |     |     |     |     |     |     |     |     |     |     |     | 6     |
| Cofidis                     |     |     |     |     |     |    |     |     |     |     |     |     |     |     |     |     |     |     |     |     |     |     |     |     |     |     |     | 14    |
| Europcar                    |     |     |     |     |     |    |     |     |     |     |     |     |     |     |     |     |     |     |     |     |     |     |     |     |     |     |     | 16    |
| Androni Giocattoli-Sidermec |     |     |     |     |     |    |     |     |     |     |     |     |     |     |     |     |     |     |     |     |     |     |     |     |     |     |     | 5     |
| Bardiani CSF                |     |     |     |     |     |    |     |     |     |     |     |     |     |     |     |     |     |     |     |     |     |     |     |     |     |     |     | 5     |
| Nippo-Vini Fantini          |     |     |     |     |     |    |     |     |     |     |     |     |     |     |     |     |     |     |     |     |     |     |     |     |     |     |     | 3     |
| Southeast                   |     |     |     |     |     |    |     |     |     |     |     |     |     |     |     |     |     |     |     |     |     |     |     |     |     |     |     | 5     |
| Roompot Oranje Peloton      |     |     |     |     |     |    |     |     |     |     |     |     |     |     |     |     |     |     |     |     |     |     |     |     |     |     |     | 7     |
| CCC Sprandi Polkowice       |     |     |     |     |     |    |     |     |     |     |     |     |     |     |     |     |     |     |     |     |     |     |     |     |     |     |     | 8     |
| Sélection polonaise         |     |     |     |     |     |    |     |     |     |     |     |     |     |     |     |     |     |     |     |     |     |     |     |     |     |     |     | 1     |
| Wild cards                  | 2   | 3   | 5   | 8   | 7   | 7  | 8   | 8   | 2   | 8   | 8   | 8   | 8   | 1   | 5   | 4   | 2   | 5   | 2   | 2   | 3   | 5   | 3   | 7   | 3   | 3   | 8   | 135   |

## Calendrier et résultats
| No | Date                 | Nom de l'épreuve                                     | Pays              | C | Vainqueur          | Classement individuel | Classement par équipes | Classement par pays |
| -- | -------------------- | ---------------------------------------------------- | ----------------- | - | ------------------ | --------------------- | ---------------------- | ------------------- |
| 1  | 20-25 janvier        | Tour Down Under                                      | Australie         | 3 | Rohan Dennis       | Rohan Dennis          | BMC Racing             | Australie           |
| 2  | 8-15 mars            | Paris-Nice                                           | France            | 3 | Richie Porte       | Richie Porte          | Sky                    | Australie           |
| 3  | 11-17 mars           | Tirreno-Adriatico                                    | Italie            | 3 | Nairo Quintana     | Richie Porte          | Sky                    | Australie           |
| 4  | 22 mars              | Milan-San Remo                                       | Italie            | 3 | John Degenkolb     | Richie Porte          | Sky                    | Australie           |
| 6  | 27 mars              | Grand Prix E3                                        | Belgique          | 4 | Geraint Thomas     | Richie Porte          | Sky                    | Australie           |
| 5  | 23-29 mars           | Tour de Catalogne                                    | Espagne           | 3 | Richie Porte       | Richie Porte          | Sky                    | Australie           |
| 7  | 29 mars              | Gand-Wevelgem                                        | Belgique          | 4 | Luca Paolini       | Richie Porte          | Sky                    | Australie           |
| 8  | 5 avril              | Tour des Flandres                                    | Belgique          | 3 | Alexander Kristoff | Richie Porte          | Sky                    | Australie           |
| 9  | 6-11 avril           | Tour du Pays basque                                  | Espagne           | 3 | Joaquim Rodríguez  | Richie Porte          | Sky                    | Australie           |
| 10 | 12 avril             | Paris-Roubaix                                        | France            | 3 | John Degenkolb     | Richie Porte          | Sky                    | Australie           |
| 11 | 19 avril             | Amstel Gold Race                                     | Pays-Bas          | 4 | Michał Kwiatkowski | Richie Porte          | Etixx-Quick Step       | Australie           |
| 12 | 22 avril             | Flèche wallonne                                      | Belgique          | 4 | Alejandro Valverde | Richie Porte          | Etixx-Quick Step       | Australie           |
| 13 | 26 avril             | Liège-Bastogne-Liège                                 | Belgique          | 3 | Alejandro Valverde | Alejandro Valverde    | Etixx-Quick Step       | Espagne             |
| 14 | 28 avril-3 mai       | Tour de Romandie                                     | Suisse            | 3 | Ilnur Zakarin      | Alejandro Valverde    | Etixx-Quick Step       | Espagne             |
| 15 | 9 mai-31 mai         | Tour d'Italie                                        | Italie            | 2 | Alberto Contador   | Alejandro Valverde    | Etixx-Quick Step       | Espagne             |
| 16 | 7-14 juin            | Critérium du Dauphiné                                | France            | 3 | Christopher Froome | Alejandro Valverde    | Sky                    | Espagne             |
| 17 | 13-21 juin           | Tour de Suisse                                       | Suisse            | 3 | Simon Špilak       | Alejandro Valverde    | Katusha                | Espagne             |
| 18 | 4-26 juillet         | Tour de France                                       | France            | 1 | Christopher Froome | Alejandro Valverde    | Sky                    | Espagne             |
| 19 | 1er août             | Classique de Saint-Sébastien                         | Espagne           | 4 | Adam Yates         | Alejandro Valverde    | Sky                    | Espagne             |
| 20 | 2-8 août             | Tour de Pologne                                      | Pologne           | 3 | Ion Izagirre       | Alejandro Valverde    | Sky                    | Espagne             |
| 21 | 10-16 août           | Eneco Tour                                           | Pays-Bas Belgique | 3 | Tim Wellens        | Alejandro Valverde    | Sky                    | Espagne             |
| 23 | 23 août              | Vattenfall Cyclassics                                | Allemagne         | 4 | André Greipel      | Alejandro Valverde    | Sky                    | Espagne             |
| 24 | 30 août              | Grand Prix de Plouay                                 | France            | 4 | Alexander Kristoff | Alejandro Valverde    | Katusha                | Espagne             |
| 25 | 11 septembre         | Grand Prix cycliste de Québec                        | Canada            | 4 | Rigoberto Urán     | Alejandro Valverde    | Katusha                | Espagne             |
| 22 | 22 août-13 septembre | Tour d'Espagne                                       | Espagne           | 2 | Fabio Aru          | Alejandro Valverde    | Katusha                | Espagne             |
| 26 | 13 septembre         | Grand Prix cycliste de Montréal                      | Canada            | 4 | Tim Wellens        | Alejandro Valverde    | Katusha                | Espagne             |
| 27 | 20 septembre         | Championnat du monde du contre-la-montre par équipes | États-Unis        | 1 | BMC Racing         | Alejandro Valverde    | Movistar               | Espagne             |
| 28 | 4 octobre            | Tour de Lombardie                                    | Italie            | 3 | Vincenzo Nibali    | Alejandro Valverde    | Movistar               | Espagne             |

## Classements

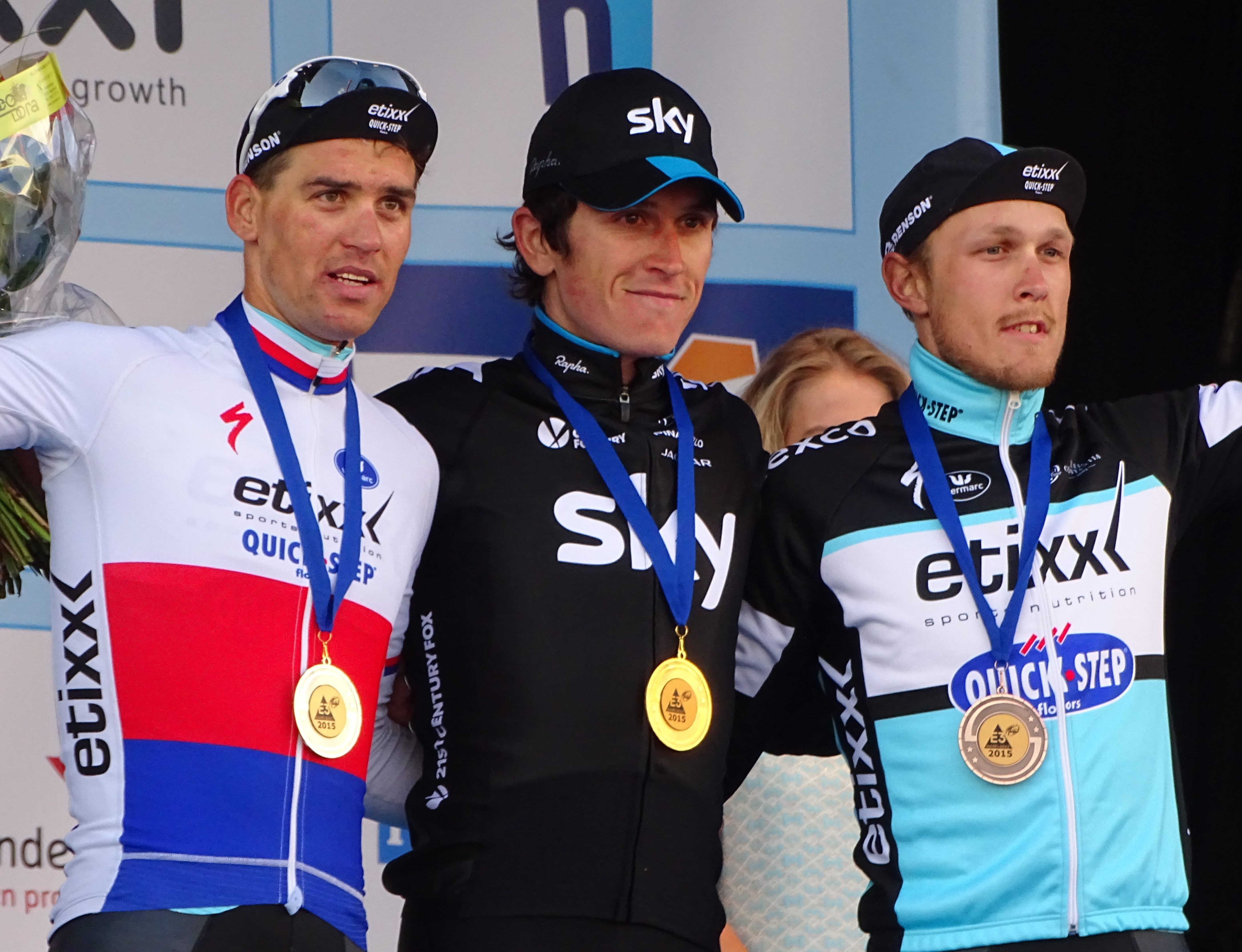
Podium de l'édition 2015 du Grand Prix E3 : Zdeněk Štybar (2e), Geraint Thomas (1er) et Matteo Trentin (3e).

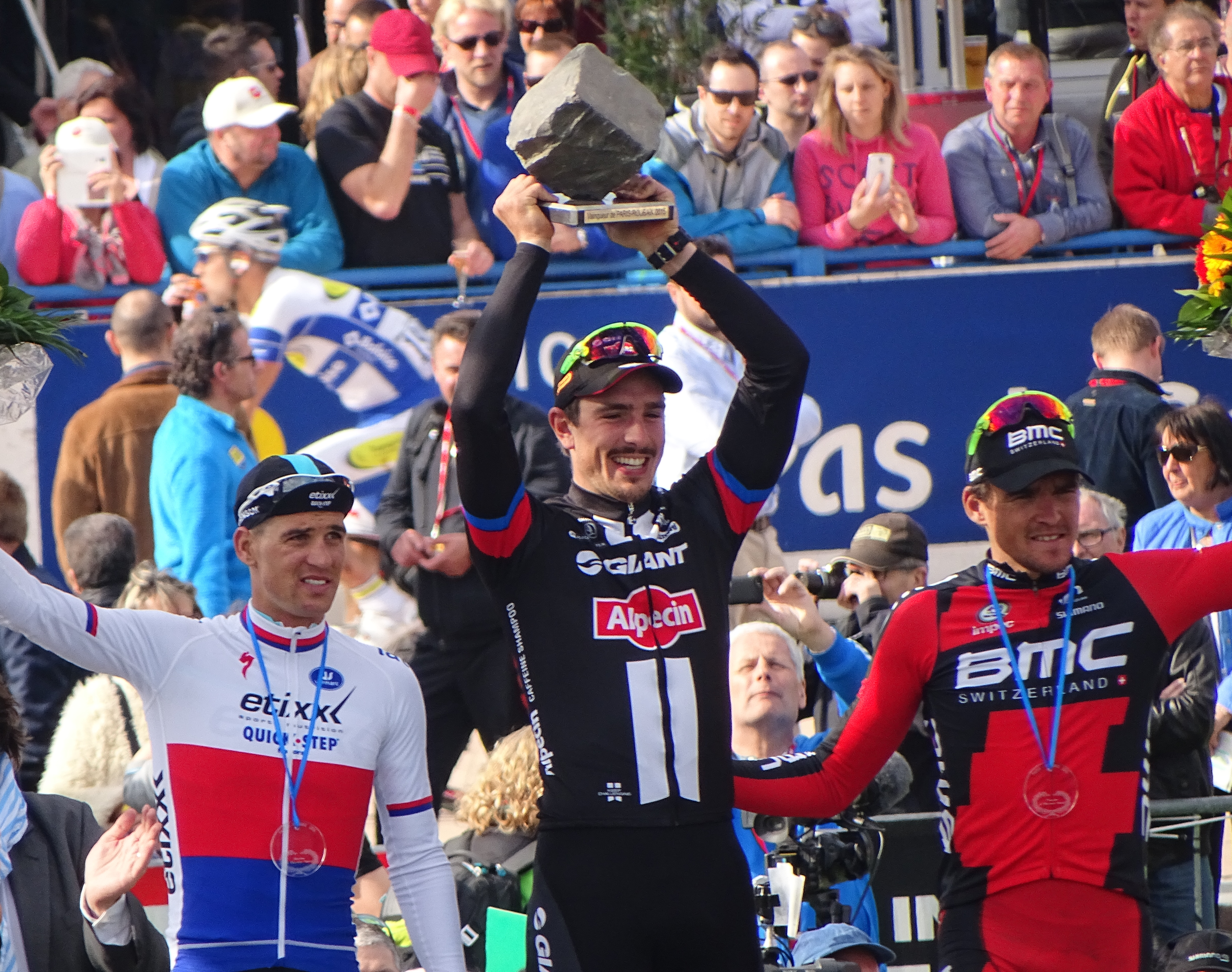
Podium de l'édition 2015 de Paris-Roubaix : Zdeněk Štybar (2e), John Degenkolb (1er) et Greg Van Avermaet (3e).

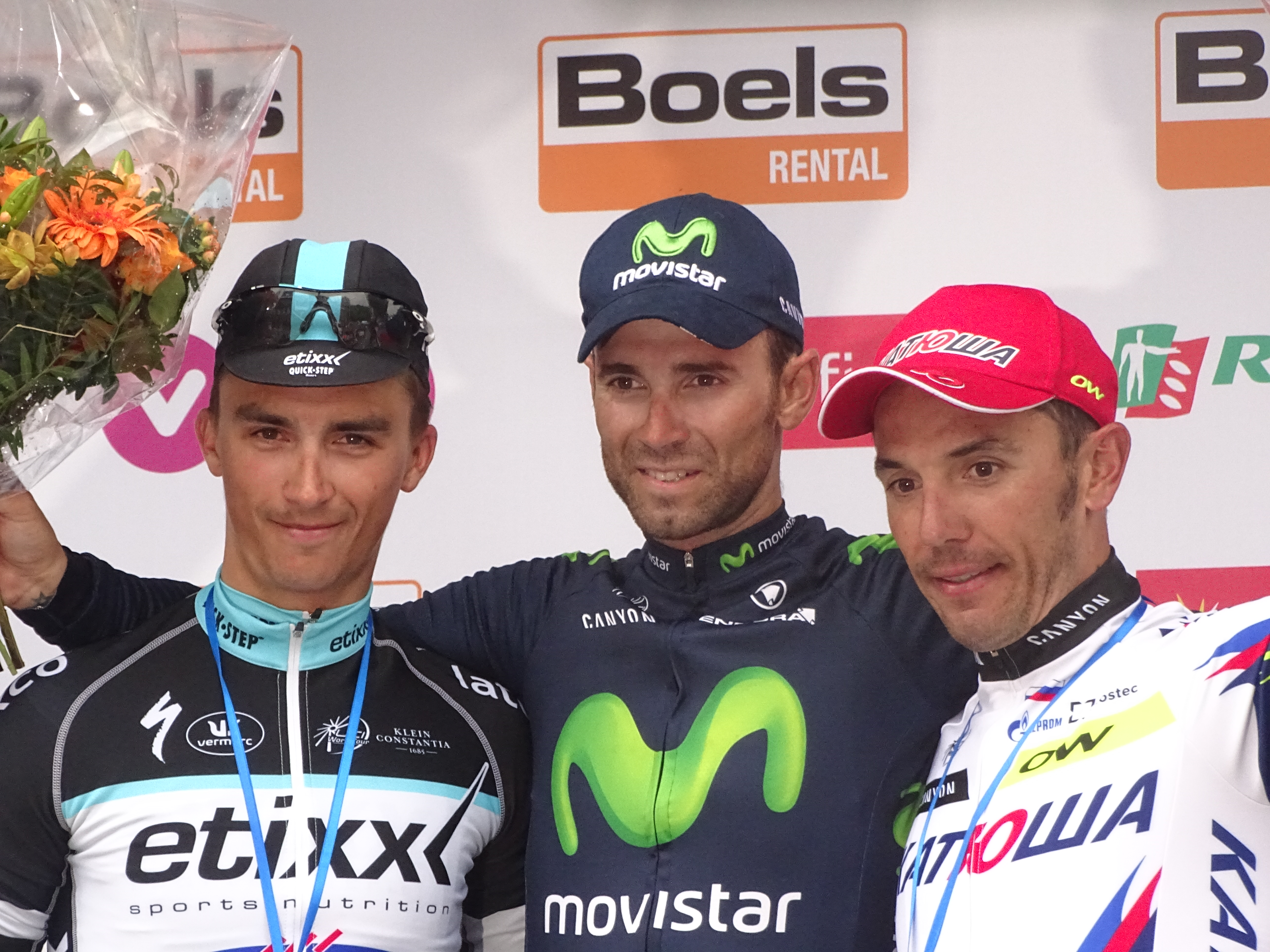
Podium de l'édition 2015 de Liège-Bastogne-Liège : Julian Alaphilippe (2e), Alejandro Valverde (1er) et Joaquim Rodríguez (3e).

### Classement individuel
| Rang | Coureur            | Équipe           | Points |
| ---- | ------------------ | ---------------- | ------ |
| 1    | Alejandro Valverde | Movistar         | 675    |
| 2    | Joaquim Rodríguez  | Katusha          | 474    |
| 3    | Nairo Quintana     | Movistar         | 457    |
| 4    | Alexander Kristoff | Katusha          | 453    |
| 5    | Fabio Aru          | Astana           | 448    |
| 6    | Christopher Froome | Sky              | 430    |
| 7    | Alberto Contador   | Tinkoff-Saxo     | 407    |
| 8    | Greg Van Avermaet  | BMC Racing       | 324    |
| 9    | Rui Costa          | Lampre-Merida    | 324    |
| 10   | Thibaut Pinot      | FDJ              | 319    |
| 11   | Richie Porte       | Sky              | 314    |
| 12   | John Degenkolb     | Giant-Alpecin    | 302    |
| 13   | Rigoberto Urán     | Etixx-Quick Step | 301    |
| 14   | Geraint Thomas     | Sky              | 283    |
| 15   | Tom Dumoulin       | Giant-Alpecin    | 271    |
| 16   | Simon Špilak       | Katusha          | 269    |
| 17   | Peter Sagan        | Tinkoff-Saxo     | 257    |
| 18   | Domenico Pozzovivo | AG2R La Mondiale | 242    |
| 19   | Vincenzo Nibali    | Astana           | 238    |
| 20   | Michael Matthews   | Orica-GreenEDGE  | 221    |

- 215 coureurs ont marqué au moins un point.

### Classement par pays
On additionne les points des 5 premiers coureurs de chaque pays au classement individuel.
| Rang | Pays            | Points | 5 meilleurs coureurs                                                            |
| ---- | --------------- | ------ | ------------------------------------------------------------------------------- |
| 1    | Espagne         | 1945   | Valverde (675), Rodríguez (474), Contador (407), Landa (216), I.Izagirre (173)  |
| 2    | Italie          | 1106   | Aru (448), Pozzovivo (242), Nibali (238), Ulissi (98), Paolini (80)             |
| 3    | Colombie        | 1099   | N. Quintana (457), Urán (301), Ser. Henao (167), Chaves (134), Atapuma (40)     |
| 4    | Grande-Bretagne | 1041   | Froome (430), Thomas (283), A. Yates (150), S. Yates (148), Cavendish (30)      |
| 5    | Belgique        | 905    | Van Avermaet (324), Wellens (195), Gilbert (179), De Clercq (106), Benoot (101) |
| 6    | France          | 881    | Pinot (319), Bardet (206), Alaphilippe (180), Gallopin (127), Vuillermoz (49)   |
| 7    | Pays-Bas        | 848    | Dumoulin (271), Mollema (212), Tersptra (140), Gesink (114), Kelderman (111)    |
| 8    | Australie       | 777    | Porte (314), Matthews (221), Dennis (135), Evans (76), Rogers (31)              |
| 9    | Allemagne       | 587    | Degenkolb (302), Greipel (203), Martin (40), Geschke (32), Kittel (10)          |
| 10   | Norvège         | 453    | Kristoff (453)                                                                  |
| 11   | Pologne         | 376    | Kwiatkowski (195), Majka (165), Bodnar (16)                                     |
| 12   | Portugal        | 355    | R. Costa (324), Oliveira (24), Cardoso (6), Machado (1)                         |
| 13   | Tchéquie        | 306    | Štybar (172), König (70), Kreuziger (64)                                        |
| 14   | Slovénie        | 294    | Špilak (269), Polanc (16), Mezgec (9)                                           |
| 15   | Suisse          | 270    | Frank (72), Albasini (62), Cancellara (59), Elmiger (56), Morabito (21)         |
| 16   | Slovaquie       | 257    | P. Sagan (257)                                                                  |
| 17   | Russie          | 257    | Zakarin (194), Trofimov (48), Chernetskiy (8), Porsev (5), Lagoutine (2)        |
| 18   | États-Unis      | 158    | van Garderen (96), Talansky (54), Boswell (4), Craddock (2), Danielson (2)      |
| 19   | Danemark        | 115    | Fuglsang (64), Breschel (36), Juul (10), Nielsen (5)                            |
| 20   | Irlande         | 111    | D. Martin (85), Nicolas Roche (26)                                              |

- 34 pays sont classés.

### Classement par équipes
Ce classement est obtenu en additionnant les points des 5 premiers coureurs de chaque équipe au classement individuel ainsi que les points obtenus lors du contre-la-montre par équipes des championnats du monde.
| Rang | Équipe              | Points | 5 meilleurs coureurs                                                              | WTTT |
| ---- | ------------------- | ------ | --------------------------------------------------------------------------------- | ---- |
| 1    | Movistar            | 1619   | Valverde (675), N. Quintana (457), J. Izagirre (173), Amador (93), Intxausti (81) | 140  |
| 2    | Katusha             | 1606   | Rodríguez (474), Kristoff (453), Špilak (269), D. Moreno (216), Zakarin (194)     |      |
| 3    | Sky                 | 1378   | Froome (430), Porte (314), Thomas (283), Ser. Henao (167), Nieve (104)            | 80   |
| 4    | Etixx-Quick Step    | 1158   | Urán (301), Kwiatkowski (195), Alaphilippe (180), Štybar (172), Terpstra (140)    | 170  |
| 5    | Astana              | 1106   | Aru (448), Nibali (238), Landa (164), Boom (102), Fuglsang (64)                   | 90   |
| 6    | BMC Racing          | 1010   | Van Avermaet (324), Gilbert (179), Dennis (135), van Garderen (96), Evans (76)    | 200  |
| 7    | Tinkoff-Saxo        | 929    | Contador (407), P. Sagan (257), Majka (165), Kreuziger (64), Breschel (36)        | 0    |
| 8    | Orica-GreenEDGE     | 845    | Matthews (221), A. Yates (150), S. Yates (148), Chaves (134), Albasini (62)       | 130  |
| 9    | Lotto-Soudal        | 832    | Greipel (203), Wellens (195), Gallopin (127), De Clercq (106), Benoot (101)       | 100  |
| 10   | Giant-Alpecin       | 769    | Degenkolb (302), T. Dumoulin (271), Barguil (34), Geschke (32), Sinkeldam (10)    | 120  |
| 11   | AG2R La Mondiale    | 587    | Pozzovivo (242), Bardet (206), Bakelants (59), Vuillermoz (49), Riblon (31)       | 0    |
| 12   | Lampre-Merida       | 566    | R. Costa (324), Ulissi (98), Bonifazio (60), Modolo (43), Valls (41)              | 0    |
| 13   | Trek Factory Racing | 529    | Mollema (212), Nizzolo (78), Felline (64), Cancellara (59), Jungels (46)          | 70   |
| 14   | Lotto NL-Jumbo      | 485    | Gesink (114), Kelderman (111), Kruijswijk (80), Vanmarcke (52), Lindeman (18)     | 110  |
| 15   | FDJ                 | 439    | Pinot (319), Geniez (44), Demare (33), Roux (22), Morabito (21)                   | 0    |
| 16   | Cannondale-Garmin   | 340    | Hesjedal (102), Martin (85), Talansky (54), Navardauskas (50), Slagter (49)       | 0    |
| 17   | IAM                 | 189    | Frank (72), Elmiger (56), Pantano (27), Pelucchi (20), Syl. Chavanel (14)         | 0    |

## Victoires sur le World Tour
Ci-dessous les coureurs, équipes et pays ayant gagnés au moins une course sur l'édition 2015 du World Tour.
| #  | Coureur            | Équipe          | Vict. |
| -- | ------------------ | --------------- | ----- |
| 1  | André Greipel      | Lotto-Soudal    | 8     |
| 2  | Joaquim Rodríguez  | Katusha         | 6     |
| 2  | Alejandro Valverde | Movistar        | 6     |
| 4  | Tom Dumoulin       | Giant-Alpecin   | 5     |
| 4  | Christopher Froome | Sky             | 5     |
| 4  | Richie Porte       | Sky             | 5     |
| 7  | Alexander Kristoff | Katusha         | 4     |
| 7  | Mikel Landa        | Astana          | 4     |
| 7  | Michael Matthews   | Orica-GreenEDGE | 4     |
| 7  | Peter Sagan        | Tinkoff-Saxo    | 4     |
| 11 | Fabio Aru          | Astana          | 3     |
| 11 | John Degenkolb     | Giant-Alpecin   | 3     |
| 11 | Rohan Dennis       | BMC Racing      | 3     |
| 11 | Thibaut Pinot      | FDJ             | 3     |
| 11 | Tim Wellens        | Lotto-Soudal    | 3     |

| Suite du classement | Suite du classement  | Suite du classement   | Suite du classement |
| ------------------- | -------------------- | --------------------- | ------------------- |
| 16                  | Michael Albasini     | Orica-GreenEDGE       | 2                   |
| 16                  | Romain Bardet        | AG2R La Mondiale      | 2                   |
| 16                  | Nacer Bouhanni       | Cofidis               | 2                   |
| 16                  | Esteban Chaves       | Orica-GreenEDGE       | 2                   |
| 16                  | Michal Kwiatkowski   | Etixx-Quick Step      | 2                   |
| 16                  | Tony Martin          | Etixx-Quick Step      | 2                   |
| 16                  | Sacha Modolo         | Lampre-Merida         | 2                   |
| 16                  | Vincenzo Nibali      | Astana                | 2                   |
| 16                  | Matteo Pelucchi      | IAM                   | 2                   |
| 16                  | Rubén Plaza          | Lampre-Merida         | 2                   |
| 16                  | Nairo Quintana       | Movistar              | 2                   |
| 16                  | Greg Van Avermaet    | BMC Racing            | 2                   |
| 16                  | Elia Viviani         | Sky                   | 2                   |
| 16                  | Ilnur Zakarin        | Katusha               | 2                   |
| 30                  | Marcin Białobłocki   | Sélection de Pologne  | 1                   |
| 30                  | Jack Bobridge        | UniSA-Australia       | 1                   |
| 30                  | Maciej Bodnar        | Tinkoff-Saxo          | 1                   |
| 30                  | Nicola Boem          | Bardiani CSF          | 1                   |
| 30                  | Tom Boonen           | Etixx-Quick Step      | 1                   |
| 30                  | Fabian Cancellara    | Trek Factory Racing   | 1                   |
| 30                  | Mark Cavendish       | Etixx-Quick Step      | 1                   |
| 30                  | Sergey Chernetskiy   | Katusha               | 1                   |
| 30                  | Davide Cimolai       | Lampre-Merida         | 1                   |
| 30                  | Alberto Contador     | Tinkoff-Saxo          | 1                   |
| 30                  | Rui Costa            | Lampre-Merida         | 1                   |
| 30                  | Steve Cummings       | MTN-Qhubeka           | 1                   |
| 30                  | Jens Debusschere     | Lotto-Soudal          | 1                   |
| 30                  | Bart De Clercq       | Lotto-Soudal          | 1                   |
| 30                  | Alessandro De Marchi | BMC Racing            | 1                   |
| 30                  | Kristijan Đurasek    | Lampre-Merida         | 1                   |
| 30                  | Caleb Ewan           | Orica-GreenEDGE       | 1                   |
| 30                  | Fabio Felline        | Trek Factory Racing   | 1                   |
| 30                  | Davide Formolo       | Cannondale-Garmin     | 1                   |
| 30                  | Tony Gallopin        | Lotto-Soudal          | 1                   |
| 30                  | Simon Geschke        | Giant-Alpecin         | 1                   |
| 30                  | Philippe Gilbert     | BMC Racing            | 1                   |
| 30                  | Alexis Gougeard      | AG2R La Mondiale      | 1                   |
| 30                  | Sergio Henao         | Sky                   | 1                   |
| 30                  | Beñat Intxausti      | Movistar              | 1                   |
| 30                  | Ion Izagirre         | Movistar              | 1                   |
| 30                  | Iljo Keisse          | Etixx-Quick Step      | 1                   |
| 30                  | Peter Kennaugh       | Sky                   | 1                   |
| 30                  | Marcel Kittel        | Giant-Alpecin         | 1                   |
| 30                  | Vasil Kiryienka      | Sky                   | 1                   |
| 30                  | Stefan Küng          | BMC Racing            | 1                   |
| 30                  | Juan José Lobato     | Movistar              | 1                   |
| 30                  | Johan Le Bon         | FDJ                   | 1                   |
| 30                  | Bert-Jan Lindeman    | Lotto NL-Jumbo        | 1                   |
| 30                  | Alexey Lutsenko      | Astana                | 1                   |
| 30                  | Rafał Majka          | Tinkoff-Saxo          | 1                   |
| 30                  | Adriano Malori       | Movistar              | 1                   |
| 30                  | Nélson Oliveira      | Lampre-Merida         | 1                   |
| 30                  | Luca Paolini         | Katusha               | 1                   |
| 30                  | Maciej Paterski      | CCC Sprandi Polkowice | 1                   |
| 30                  | Wout Poels           | Sky                   | 1                   |
| 30                  | Jan Polanc           | Lampre-Merida         | 1                   |
| 30                  | Domenico Pozzovivo   | AG2R La Mondiale      | 1                   |
| 30                  | Manuel Quinziato     | BMC Racing            | 1                   |
| 30                  | Nicolas Roche        | Sky                   | 1                   |
| 30                  | Kristian Sbaragli    | MTN-Qhubeka           | 1                   |
| 30                  | Fränk Schleck        | Trek Factory Racing   | 1                   |
| 30                  | Simon Špilak         | Lampre-Merida         | 1                   |
| 30                  | Jasper Stuyven       | Trek Factory Racing   | 1                   |
| 30                  | Zdeněk Štybar        | Etixx-Quick Step      | 1                   |
| 30                  | Geraint Thomas       | Sky                   | 1                   |
| 30                  | Paolo Tiralongo      | Astana                | 1                   |
| 30                  | Diego Ulissi         | Lampre-Merida         | 1                   |
| 30                  | Rigoberto Urán       | Etixx-Quick Step      | 1                   |
| 30                  | Jos van Emden        | Lotto NL-Jumbo        | 1                   |
| 30                  | Tejay van Garderen   | BMC Racing            | 1                   |
| 30                  | Danny van Poppel     | Trek Factory Racing   | 1                   |
| 30                  | Steele Von Hoff      | UniSA-Australia       | 1                   |
| 30                  | Alexis Vuillermoz    | AG2R La Mondiale      | 1                   |
| 30                  | Wouter Wippert       | Drapac                | 1                   |
| 30                  | Adam Yates           | Orica-GreenEDGE       | 1                   |

| #  | Équipe                | Vict. |
| -- | --------------------- | ----- |
| 1  | Sky                   | 19    |
| 2  | Katusha               | 15    |
| 3  | BMC Racing            | 14    |
| 3  | Lotto-Soudal          | 14    |
| 5  | Movistar              | 12    |
| 6  | Astana                | 11    |
| 6  | Lampre-Merida         | 11    |
| 6  | Orica-GreenEDGE       | 11    |
| 9  | Giant-Alpecin         | 10    |
| 10 | Etixx-Quick Step      | 9     |
| 11 | Tinkoff-Saxo          | 7     |
| 12 | AG2R La Mondiale      | 5     |
| 12 | Trek Factory Racing   | 5     |
| 14 | FDJ                   | 4     |
| 15 | Cofidis               | 2     |
| 15 | IAM                   | 2     |
| 15 | Lotto NL-Jumbo        | 2     |
| 15 | MTN-Qhubeka           | 2     |
| 15 | UniSA-Australia       | 2     |
| 20 | Bardiani CSF          | 1     |
| 20 | Cannondale-Garmin     | 1     |
| 20 | CCC Sprandi Polkowice | 1     |
| 20 | Drapac                | 1     |
| 20 | Sélection de Pologne  | 1     |

| #  | Pays            | Vict. |
| -- | --------------- | ----- |
| 1  | Italie          | 23    |
| 2  | Espagne         | 22    |
| 3  | Australie       | 16    |
| 4  | Allemagne       | 15    |
| 5  | Belgique        | 12    |
| 6  | France          | 11    |
| 6  | Grande-Bretagne | 11    |
| 8  | Pays-Bas        | 10    |
| 9  | Colombie        | 6     |
| 9  | Pologne         | 6     |
| 11 | États-Unis      | 4     |
| 11 | Norvège         | 4     |
| 11 | Suisse          | 4     |
| 11 | Slovaquie       | 4     |
| 15 | Russie          | 3     |
| 16 | Portugal        | 2     |
| 16 | Slovénie        | 2     |
| 18 | Biélorussie     | 1     |
| 18 | Croatie         | 1     |
| 18 | Irlande         | 1     |
| 18 | Kazakhstan      | 1     |
| 18 | Luxembourg      | 1     |
| 18 | Tchéquie        | 1     |